# Karel Gott/Diskografie
Diese Diskografie ist eine Übersicht über die musikalischen Werke des tschechischen Schlagersängers Karel Gott.

## Alben

### Studioalben
| Jahr | Titel                                                                           | Höchstplatzierung, Gesamtwochen/‑monate, AuszeichnungChartplatzierungen (Jahr, Titel, Platzierungen, Wochen/Monate, Auszeichnungen, Anmerkungen) | Höchstplatzierung, Gesamtwochen/‑monate, AuszeichnungChartplatzierungen (Jahr, Titel, Platzierungen, Wochen/Monate, Auszeichnungen, Anmerkungen) | Höchstplatzierung, Gesamtwochen/‑monate, AuszeichnungChartplatzierungen (Jahr, Titel, Platzierungen, Wochen/Monate, Auszeichnungen, Anmerkungen) | Anmerkungen                                    |
| Jahr | Titel                                                                           | DE | AT | CH | Anmerkungen                                    |
| ---- | ------------------------------------------------------------------------------- | --- | --- | --- | ---------------------------------------------- |
| 1965 | Zpívá Karel Gott                                                                | — | — | — | Erstveröffentlichung: 1965                     |
| 1966 | The Golden Voice of Prague                                                      | — | — | — | Erstveröffentlichung: 1966                     |
| 1967 | Recital Karla Gotta                                                             | — | — | — | Erstveröffentlichung: 1967                     |
| 1967 | Weißt du wohin (Schiwago-Melodie) auch bekannt als: Die goldene Stimme aus Prag | DE1 Gold · (24 Mt.)DE | — | — | Erstveröffentlichung: 1967 Verkäufe: + 250.000 |
| 1967 | Hlas můj nech tu znít                                                           | — | — | — | Erstveröffentlichung: 1967                     |
| 1968 | Die Stimme aus dem goldenen Prag                                                | — | — | — | Erstveröffentlichung: 1968                     |
| 1969 | In mir klingt ein Lied                                                          | DE9 (9 Mt.)DE | — | — | Erstveröffentlichung: 1. August 1969           |
| 1970 | Vom Böhmerwald nach Wien                                                        | — | — | — | Erstveröffentlichung: 1970 mit Peter Alexander |
| 1970 | Der Star meines Lebens                                                          | DE33 (2 Mt.)DE | — | — | Erstveröffentlichung: 1. Juli 1970             |
| 1971 | Von Böhmen in die Welt                                                          | DE3 (8 Mt.)DE | — | — | Erstveröffentlichung: 1. August 1971           |
| 1971 | Von Romeo und Julia                                                             | DE30 (1 Mt.)DE | — | — | Erstveröffentlichung: 1. Dezember 1971         |
| 1972 | Hol’ die Welt in dein Haus                                                      | DE45 (1 Mt.)DE | — | — | Erstveröffentlichung: 1. August 1972           |
| 1973 | Karel Gott                                                                      | — | — | — | Erstveröffentlichung: 1973                     |
| 1975 | Vom Böhmerwald zum Wienerwald                                                   | — | — | — | Erstveröffentlichung: 1975 mit Peter Alexander |
| 1975 | Die neue LP                                                                     | — | — | — | Erstveröffentlichung: 1975                     |
| 1977 | Heut’ ist der schönste Tag in meinem Leben                                      | — | — | — | Erstveröffentlichung: 1977                     |
| 1978 | Gute Reise mit Karel Gott                                                       | — | — | — | Erstveröffentlichung: 1978                     |
| 1978 | My Romantic Feeling                                                             | — | — | — | Erstveröffentlichung: 1978                     |
| 1979 | Alle Jahre wieder                                                               | — | — | — | Erstveröffentlichung: 1979                     |
| 1979 | Amore Mio                                                                       | — | — | — | Erstveröffentlichung: 1979                     |
| 1980 | Eine Liebe ist viele Tränen wert                                                | — | — | — | Erstveröffentlichung: 1980                     |
| 1981 | Guten Abend, gute Laune                                                         | DE2 (12 Wo.)DE | AT1 (2½ Mt.)AT | — | Erstveröffentlichung: 5. Januar 1981           |
| 1983 | Du bist da für mich                                                             | — | — | — | Erstveröffentlichung: 1983                     |
| 1987 | Kein Blick zurück                                                               | — | — | — | Erstveröffentlichung: 1987                     |
| 1989 | Ich will dich so wie du bist                                                    | — | — | — | Erstveröffentlichung: 1989                     |
| 2000 | Für immer jung                                                                  | — | — | — | Erstveröffentlichung: 22. Mai 2000             |
| 2009 | Leben                                                                           | — | — | — | Erstveröffentlichung: 16. Oktober 2009         |
| 2011 | Sentiment                                                                       | — | — | — | Erstveröffentlichung: 30. September 2011       |

grau schraffiert: keine Chartdaten aus diesem Jahr verfügbar

### Livealben
- 1973: Karel Gott Live – Höhepunkte aus seinen Konzertprogrammen
- 1981: Karel Gott Live
- 1985: Live ’85

### Kompilationen
| Jahr | Titel                            | Höchstplatzierung, Gesamtwochen/‑monate, AuszeichnungChartplatzierungen (Jahr, Titel, Platzierungen, Wochen/Monate, Auszeichnungen, Anmerkungen) | Höchstplatzierung, Gesamtwochen/‑monate, AuszeichnungChartplatzierungen (Jahr, Titel, Platzierungen, Wochen/Monate, Auszeichnungen, Anmerkungen) | Höchstplatzierung, Gesamtwochen/‑monate, AuszeichnungChartplatzierungen (Jahr, Titel, Platzierungen, Wochen/Monate, Auszeichnungen, Anmerkungen) | Anmerkungen                                                  |
| Jahr | Titel                            | DE | AT | CH | Anmerkungen                                                  |
| ---- | -------------------------------- | --- | --- | --- | ------------------------------------------------------------ |
| 1979 | Meine Lieder ’79                 | DE25 (7 Wo.)DE | — | — | Erstveröffentlichung: 21. Mai 1979                           |
| 1979 | Triumph der goldenen Stimme      | DE2 Gold · (21 Wo.)DE | AT11 (1½ Mt.)AT | — | Erstveröffentlichung: 10. September 1979 Verkäufe: + 250.000 |
| 1997 | Classics                         | DE86 (3 Wo.)DE | — | — | Erstveröffentlichung: 24. März 1997                          |
| 2007 | 40 Jahre Karel Gott              | — | AT61 (3 Wo.)AT | — | Erstveröffentlichung: 16. März 2007                          |
| 2019 | Electrola… Das ist Musik!        | DE78 (1 Wo.)DE | AT41 (9 Wo.)AT | — | Erstveröffentlichung: 12. Juli 2019                          |
| 2019 | Danke Karel!                     | DE22 (15 Wo.)DE | AT29 (6 Wo.)AT | CH44 (3 Wo.)CH | Erstveröffentlichung: 29. November 2019                      |
| 2020 | Danke Karel! Folge 2 – Raritäten | DE95 (1 Wo.)DE | — | — | Erstveröffentlichung: 9. Oktober 2020                        |

grau schraffiert: keine Chartdaten aus diesem Jahr verfügbar
Weitere Kompilationen
- 1971: Weißt du wohin?
- 1992: Das große deutsche Schlager-Archiv (mit Goombay Dance Band)
- 1997: Karel Gott
- 1998: Seine größten Hits
- 2007: Star Edition

### Weihnachtsalben
| Jahr | Titel                          | Höchstplatzierung, Gesamtwochen, AuszeichnungChartplatzierungen (Jahr, Titel, Platzierungen, Wochen, Auszeichnungen, Anmerkungen) | Höchstplatzierung, Gesamtwochen, AuszeichnungChartplatzierungen (Jahr, Titel, Platzierungen, Wochen, Auszeichnungen, Anmerkungen) | Höchstplatzierung, Gesamtwochen, AuszeichnungChartplatzierungen (Jahr, Titel, Platzierungen, Wochen, Auszeichnungen, Anmerkungen) | Anmerkungen                             |
| Jahr | Titel                          | DE | AT | CH | Anmerkungen                             |
| ---- | ------------------------------ | --- | --- | --- | --------------------------------------- |
| 2022 | Die schönsten Weihnachtslieder | — | AT60 (2 Wo.)AT | — | Erstveröffentlichung: 11. November 2022 |

### Karel Gott Komplet
| Jahr | Titel                                                                    | Höchstplatzierung, Gesamtwochen, AuszeichnungChartplatzierungen (Jahr, Titel, Platzierungen, Wochen, Auszeichnungen, Anmerkungen) | Höchstplatzierung, Gesamtwochen, AuszeichnungChartplatzierungen (Jahr, Titel, Platzierungen, Wochen, Auszeichnungen, Anmerkungen) | Anmerkungen      |
| Jahr | Titel                                                                    | CZ | SK | Anmerkungen      |
| ---- | ------------------------------------------------------------------------ | --- | --- | ---------------- |
| 1996 | Pár havraních copánků (Komplet 1)                                        | — | — |                  |
| 1996 | Dotýkat se hvězd (Komplet 2)                                             | — | — |                  |
| 1996 | Zpívá Karel Gott (Komplet 3)                                             | CZ17 (8 Wo.)CZ | SK56 (2 Wo.)SK |                  |
| 1996 | Cesta rájem (Komplet 4)                                                  | — | — |                  |
| 1996 | Pošli to dál (1965 až 1966) (Komplet 5)                                  | — | — |                  |
| 1998 | The Golden Voice of Prague (Komplet 6)                                   | — | — |                  |
| 1998 | Recitál (Komplet 7)                                                      | — | — | mit Eva Pilarová |
| 1998 | Hlas můj nech tu znít (Komplet 8)                                        | — | — |                  |
| 2001 | Lady Carneval (Komplet 9)                                                | — | — |                  |
| 2001 | Poslouchejte! Karel Gott zpívá lásku bláznivou a další hity (Komplet 10) | — | — |                  |
| 2001 | Vánoce ve zlaté praze (Komplet 11)                                       | CZ4 (… Wo.)CZ | SK18 (… Wo.)SK |                  |
| 2001 | In mir klingt ein Lied / Hity ’71 (Komplet 12)                           | — | — |                  |
| 2001 | Má píseň / Mistral (Komplet 13)                                          | CZ62 (1 Wo.)CZ | — |                  |
| 2001 | Mezi vltavou, donem a dunajem / Italské kanconety (Komplet 14)           | — | — |                  |
| 2002 | Hudba není zlá (Komplet 15)                                              | — | — |                  |
| 2003 | Karel Gott 1974 (Komplet 16)                                             | — | — |                  |
| 2003 | Melodie, které nestárnou (Komplet 17)                                    | — | — |                  |
| 2003 | Karel Gott ’76 (Komplet 18)                                              | — | — |                  |
| 2004 | Karel Gott ’77 (Komplet 19)                                              | — | — |                  |
| 2004 | Karel Gott ’78 (Komplet 20)                                              | — | — |                  |
| 2005 | Romantika (Komplet 21)                                                   | CZ43 (1 Wo.)CZ | — |                  |
| 2005 | Karel Gott ’79 (Komplet 22)                                              | CZ84 (2 Wo.)CZ | — |                  |
| 2006 | Dnes / Country Album (Komplet 23+24)                                     | CZ8 (4 Wo.)CZ | — |                  |
| 2006 | Kontrasty / ...a to mám rád (Komplet 25+26)                              | CZ16 (3 Wo.)CZ | — |                  |
| 2007 | Koncert pro tebe / Hrátky s láskou (Komplet 27+28)                       | CZ37 (5 Wo.)CZ | — |                  |
| 2007 | Muzika / To vám byl dobrý rok (Komplet 29+30)                            | CZ13 (4 Wo.)CZ | — |                  |
| 2007 | Bílé vánoce (Komplet 31)                                                 | CZ3 (… Wo.)CZ | SK32 (3 Wo.)SK |                  |
| 2007 | Posel dobrých zpráv / loď snů (Komplet 32+33)                            | CZ8 (4 Wo.)CZ | — |                  |
| 2008 | I Love You for Sentimental Reasons / Písmo lásky (Komplet 34+35)         | CZ7 (3 Wo.)CZ | — |                  |
| 2009 | Když muž se ženou snídá / Rarity (Komplet 36+37)                         | CZ9 (5 Wo.)CZ | — |                  |

## Singles

### Als Leadmusiker

Plattencover der Single „Weißt du wohin?“

| Jahr | Titel Album                                                           | Höchstplatzierung, Gesamtwochen/‑monate, AuszeichnungChartplatzierungen (Jahr, Titel, Album, Platzierungen, Wochen/Monate, Auszeichnungen, Anmerkungen) | Höchstplatzierung, Gesamtwochen/‑monate, AuszeichnungChartplatzierungen (Jahr, Titel, Album, Platzierungen, Wochen/Monate, Auszeichnungen, Anmerkungen) | Höchstplatzierung, Gesamtwochen/‑monate, AuszeichnungChartplatzierungen (Jahr, Titel, Album, Platzierungen, Wochen/Monate, Auszeichnungen, Anmerkungen) | Anmerkungen                                                                                      |
| Jahr | Titel Album                                                           | DE | AT | CH | Anmerkungen                                                                                      |
| ---- | --------------------------------------------------------------------- | --- | --- | --- | ------------------------------------------------------------------------------------------------ |
| 1967 | Weißt du wohin? –                                                     | DE9 (5½ Mt.)DE | — | — | Erstveröffentlichung: 24. April 1967                                                             |
| 1969 | Lady Carneval –                                                       | DE10 (3½ Mt.)DE | — | — | Erstveröffentlichung: 27. Januar 1969                                                            |
| 1969 | Was damals war –                                                      | DE8 (7 Mt.)DE | — | — | Erstveröffentlichung: 14. Juli 1969                                                              |
| 1970 | Star meines Lebens –                                                  | DE31 (½ Mt.)DE | — | — | Erstveröffentlichung: 13. April 1970                                                             |
| 1970 | Einmal um die ganze Welt –                                            | DE10 (5 Mt.)DE | AT17 (1 Mt.)AT | — | Erstveröffentlichung: 28. September 1970                                                         |
| 1971 | Schicksalsmelodie Weißt Du wohin?                                     | DE25 (7 Wo.)DE | — | — | Erstveröffentlichung: 24. Mai 1971                                                               |
| 1971 | Das sind die schönsten Jahre / Die Moldau –                           | DE31 (5 Wo.)DE | — | — | Erstveröffentlichung: 11. Oktober 1971                                                           |
| 1973 | Es wird schon weitergeh’n (Kávu si osladím) –                         | DE31 (5 Wo.)DE | — | — | Erstveröffentlichung: unbekannt                                                                  |
| 1975 | Rosa Rosa –                                                           | DE41 (4 Wo.)DE | — | — | Erstveröffentlichung: 17. Februar 1975                                                           |
| 1976 | Wie der Teufel es will (Maria Maddalena) –                            | DE35 (1 Wo.)DE | — | — | Erstveröffentlichung: 2. Januar 1976                                                             |
| 1977 | Die Biene Maja –                                                      | — | AT18 (1 Mt.)AT | — | Erstveröffentlichung: 3. März 1977 B-Seite: Bunter Schmetterling, Original: Prostři pro dva stůl |
| 1978 | Das Mädchen aus Athen Die goldene Stimme aus Prag                     | DE27 (11 Wo.)DE | — | — | Erstveröffentlichung: 3. Juli 1978                                                               |
| 1979 | Babička Die goldene Stimme aus Prag                                   | DE20 (16 Wo.)DE | — | — | Erstveröffentlichung: 2. Februar 1979                                                            |
| 1980 | Eine Liebe ist viele Tränen wert                                      | DE38 (17 Wo.)DE | — | — | Erstveröffentlichung: 3. März 1980                                                               |
| 1980 | Wenn ich dich nicht hätte –                                           | DE20 (18 Wo.)DE | — | — | Erstveröffentlichung: 3. Oktober 1980                                                            |
| 1985 | Fang das Licht (Original: Zvonky štěstí) –                            | DE15 (17 Wo.)DE | AT7 (4½ Mt.)AT | — | Erstveröffentlichung: 3. November 1985 mit Darinka Rolincová                                     |
| 1989 | Du bist für mich wie die Sonne am Morgen Ich will dich so wie du bist | DE63 (11 Wo.)DE | — | — | Erstveröffentlichung: 2. Oktober 1989                                                            |
| 1990 | Nie mehr Bolero / No more Bolero / Hříšné Bolero –                    | DE33 (16 Wo.)DE | — | — | Erstveröffentlichung: 8. Januar 1990                                                             |
| 1997 | Zeit zu geh’n (Con te partirò) Karel Gott                             | DE86 (5 Wo.)DE | — | — | Erstveröffentlichung: 24. Februar 1997                                                           |
| 2010 | Fang das Licht Leben                                                  | DE57 (2 Wo.)DE | AT31 (5 Wo.)AT | — | Erstveröffentlichung: 19. März 2010 mit DJ Ötzi                                                  |

grau schraffiert: keine Chartdaten aus diesem Jahr verfügbar

### Als Gastmusiker
| Jahr | Titel Album                        | Höchstplatzierung, Gesamtwochen, AuszeichnungChartplatzierungen (Jahr, Titel, Album, Platzierungen, Wochen, Auszeichnungen, Anmerkungen) | Höchstplatzierung, Gesamtwochen, AuszeichnungChartplatzierungen (Jahr, Titel, Album, Platzierungen, Wochen, Auszeichnungen, Anmerkungen) | Höchstplatzierung, Gesamtwochen, AuszeichnungChartplatzierungen (Jahr, Titel, Album, Platzierungen, Wochen, Auszeichnungen, Anmerkungen) | Anmerkungen                                                              |
| Jahr | Titel Album                        | DE | AT | CH | Anmerkungen                                                              |
| ---- | ---------------------------------- | --- | --- | --- | ------------------------------------------------------------------------ |
| 2008 | Für immer jung Heavy Metal Payback | DE5 Platin · (24 Wo.)DE | AT15 Gold · (23 Wo.)AT | CH70 (7 Wo.)CH | Erstveröffentlichung: 28. November 2008 Verkäufe: + 315.000; mit Bushido |

Weitere Singles
- 1978: Zwei Herzen ohne Heimat
- 1978: Lago Maggiore
- 1981: Du bist da für mich
- 1982: Und die Sonne wird wieder scheinen (ARD-Fernsehlotterie Lied)
- 1985: Aber der Traum war so schön (Begin the Beguine)
- 1985: Madonna
- 1987: Kein Blick zurück
- 1993: Wer die Augen schließt (wird nie die Wahrheit seh’n) (als Teil von Mut zur Menschlichkeit)
- 1993: Wenn du aufwachst, bin ich da (Když muž se ženou snídá)
- 1994: Ich bin da um dich zu lieben (mit Daliah Lavi)

## Videoalben
- 2004: Mein Prag

## Statistik

### Chartauswertung
|                     | DE     | AT    | CH    | CZ     | SK    |
| ------------------- | ------ | ----- | ----- | ------ | ----- |
| Nummer-eins-Alben   | DE1DE  | AT1AT | CH—CH | CZ—CZ  | SK—SK |
| Top-10-Alben        | DE5DE  | AT1AT | CH—CH | CZ6CZ  | SK—SK |
| Alben in den Charts | DE13DE | AT6AT | CH1CH | CZ13CZ | SK3SK |

|                       | DE     | AT    | CH    |
| --------------------- | ------ | ----- | ----- |
| Nummer-eins-Singles   | DE—DE  | AT—AT | CH—CH |
| Top-10-Singles        | DE5DE  | AT1AT | CH—CH |
| Singles in den Charts | DE20DE | AT5AT | CH1CH |

### Auszeichnungen für Musikverkäufe
Anmerkung: Auszeichnungen in Ländern aus den Charttabellen bzw. Chartboxen sind in ebendiesen zu finden.
| Land/RegionAuszeichnungen für Musikverkäufe (Land/Region, Auszeichnungen, Verkäufe, Quellen) | Gold     | Platin  | Verkäufe | Quellen                           |
| -------------------------------------------------------------------------------------------- | -------- | ------- | -------- | --------------------------------- |
| Deutschland (BVMI)                                                                           | 2× Gold2 | Platin1 | 800.000  | musikindustrie.de Einzelnachweise |
| Österreich (IFPI)                                                                            | Gold1    | —       | 15.000   | ifpi.at                           |
| Insgesamt                                                                                    | 3× Gold3 | Platin1 |          |                                   |